# El Moudjahid
El Moudjahid (Arabisch: المجاهد; i.e. de strijder) is een Franstalig dagblad in Algerije. De krant is in bezit van de Algerijnse staat.
El Moudjahid werd tijdens de Algerijnse Onafhankelijkheidsoorlog door de Front de Libération Nationale (FLN) als ondergrondse krant opgericht. De eerste uitgave verscheen op 1 juli 1956. Sinds de onafhankelijkheid van Algerije in 1962 wordt de krant in de hoofdstad Algiers uitgebracht.
Tot in de jaren '80 diende El Moudjahid als centraal orgaan van de regeringspartij FLN, die dik drie decennia als eenheidspartij regeerde. Ook begin 21e eeuw is de krant nog altijd een van de belangrijkste dagbladen van het land.
- Bibliothèque nationale de France: cb12220192z (data)
- Library of Congress Control Number: n2013037556
- Système universitaire de documentation: 030873584
- Virtual International Authority File: 178305359